# Мунаввар Ісакова
Мунаввар Ісакова — радянський господарський, державний і політичний діяч, Герой Соціалістичної Праці.

## Біографія
Народилася в 1940 році в Кібрайському районі. Член КПРС з 1964 року.
З 1959 року — на господарській, суспільній і політичній роботі. У 1959—2000 рр. — колгоспниця, доярка колгоспу «50 років Узбецької РСР» Орджонікідзевського району Ташкентської області.
Указом Президії Верховної Ради СРСР від 10 лютого 1975 року присвоєно звання Героя Соціалістичної Праці з врученням ордена Леніна і золотої медалі «Серп і Молот».
Обиралася депутатом Верховної Ради Узбецької РСР 6-го, 7-го, 8-го, 9-го, 10-го скликань.
Делегат XXIV з'їзду КПРС.